# Aeropuerto de Ibiza
Luchthaven Ibiza (Catalaans: Aeroport d'Eivissa, Spaans: Aeropuerto de Ibiza) is een luchthaven gelegen op het Spaanse eiland Ibiza. Daarnaast is het ook de aanvlieghaven voor het naburige eiland Formentera. Ongeveer 95% van de mensen die op een van deze eilanden aankomen en vertrekken reizen via deze luchthaven van Ibiza. Omdat het eiland een belangrijke Europese zomervakantiebestemming is, vindt het merendeel van de vluchten plaats gedurende het vakantieseizoen. In de zomer is het vliegveld vanwege het grote aantal vluchten een hub voor de Spaanse luchtvaartmaatschappij Vueling.

## Geschiedenis
De luchthaven werd opgericht als tijdelijk militair vliegveld tijdens de Spaanse Burgeroorlog en bleef na de oorlog afhankelijk open voor gebruik bij calamiteiten. In 1949 werd het gebruikt voor enkele nationale en internationale vluchten maar de luchthaven werd in 1951 gesloten. In 1958 werd het vliegveld heropend vanwege het opkomende toerisme in de Balearen. De eerste bestemmingen die werden aangevlogen vanaf Ibiza waren Palma de Mallorca, Barcelona, Valencia en Madrid.

## Vluchten
In 2011 verwerkte de luchthaven meer dan 5,6 miljoen passagiers en 61.000 vliegbewegingen. Zo'n 85% van de passagiers wordt verwerkt gedurende het zes maanden durende vakantieseizoen (mei - september). De meeste internationale bestemmingen worden aangevlogen met vakantiecharters en alleen in het hoogseizoen. Gedurende het hele jaar zijn er verbindingen naar met name Spaanse hubs als Barcelona, Madrid en Palma de Mallorca. 

## Incidenten
Op 7 januari 1972 vliegt vlucht 602 van Iberia tijdens het naderen van de luchthaven van Ibiza tegen een rots. Alle 104 inzittenden (passagiers en bemanning) komen om het leven.